# داگلاس جورج
داگلاس جورج (انگلیسی: Douglas George؛ زادهٔ ۲۱ سپتامبر ۱۹۵۳) بازیکن فوتبال اهل بریتانیا است.
از باشگاه‌هایی که در آن بازی کرده‌است می‌توان به باشگاه فوتبال اسپارتا روتردام اشاره کرد.